# Vivian Martin
Vivian Martin (Sparta, (Michigan) 22 de juliol de 1893 – Nova York, 16 de març de 1987) va ser una actriu de teatre i de cinema mut nord-americana.

## Biografia
Anomenada la "figureta de porcellana de Dresden", va néixer a Sparta (Michigan) en una família en la que el seu pare era actor. Va fer el seu debut un dia que un altre actor infantil va emmalaltir i ella era allà veient el seu pare. Les seves primeres actuacions va ser a les obres Stop Thief, Officer 666 i The Only Son en la companyia de Lew Fields. Ràpidament es va fer coneguda pels seus rols infantils amb la companyia de Richard Mansfield. El seu primer paper va ser a Cyrano de Bergerac i el seu debut a Broadway va ser amb Little Lord Fauntleroy (1903). Mansfield però, li va suggerir de deixar la companyia i anar a l'escola amb la promesa que la tornaria a contractar quan hagués acabat. El 1907, quan ella ja acabava els estudis Mansfield va morir. Aleshores va rebre una carta del productor teatral Charles Frohman per a una entrevista. Frohman la va contractar per actuar amb el paper de Peter Pan. El 1910 va tornar a Broadway.
L'any 1914 Martin va signar un contracte per a la productora World Film Company per participar en la pel·lícula en The Wishing Ring: An Idyll of Old England (1914) dirigida per Maurice Tourneur. El 1915 va coincidir amb el que seria el seu primer marit, William Jefferson, a la pel·lícula “Over Night”. Posteriorment, Martin va ser contractada per la Famous Players Film Company. Els personatges que interpretava, molt del gust d'aquella època, generalment eren en general noies joves i alegres que tot i patir dificultats mantenien la seva innocència i tenien una vida feliç. Va assolir una bona popularitat com a rival de Mary Pickford i va dirigir breument la seva pròpia productora que distribuïa les seves pel·lícules a través de la Goldwyn Pictures. Aquest encasellament però va fer que quan arribessin els feliços 20 i el jazz, passés ràpidament de moda. En total havia participat en 45 pel·lícules.
L'abril de 1921 va decidir tornar al teatre. El seu retorn teatral va començar amb una comèdia de tres actes titulada "First Night Out" d'Adelaide Matthews i Ann Nichols. Després d'una carrera de dos anys a Broadway i una gira exitosa a Londres amb el vodevil "Just Married". Més tard va tornar a Broadway on va aparèixer amb èxit durant alguns anys abans de retirar-se el 1926 després del seu segon matrimoni, amb l'editor de The New Yorker Arthur Samuels. Va Morir a Nova York el 1897 a l'edat de 93 anys.

## Filmografia

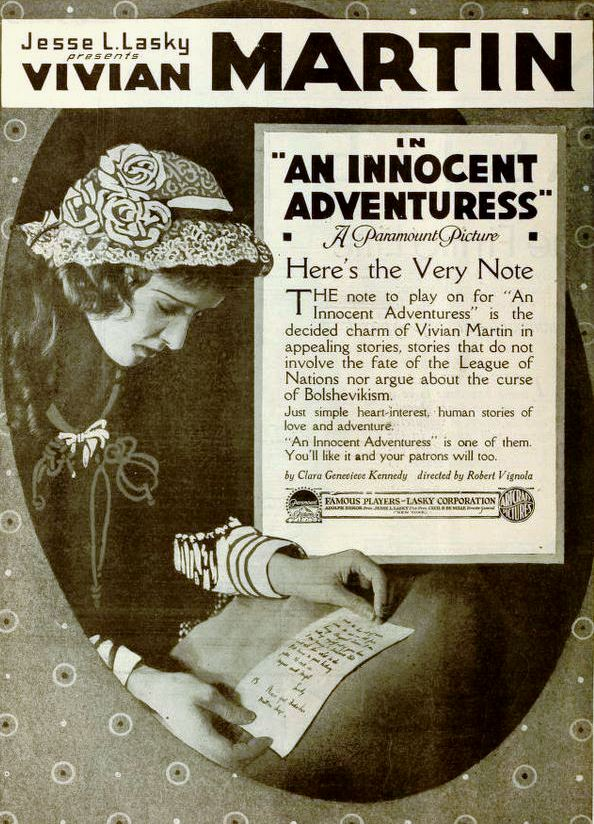
An Innocent Adventuress (1919)

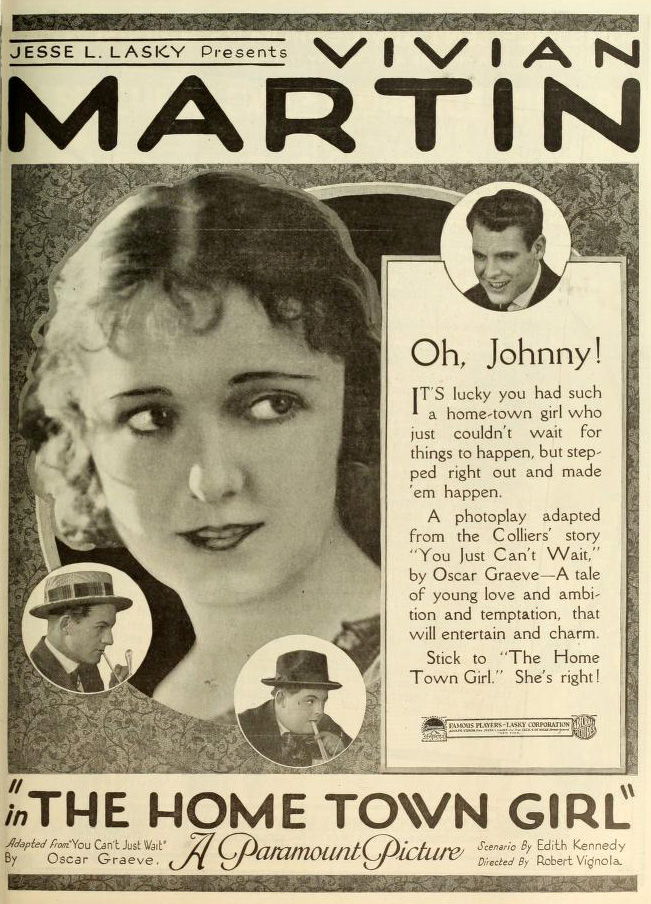
Propaganda de la pel·lícula The Home Town Girl (1919)

- The Wishing Ring: An Idyll of Old England (1914)
- Old Dutch (1915)
- The Arrival of Perpetua (1915)
- An Indian Diamond (1915)
- The Little Miss Brown (1915)
- The Little Dutch Girl (1915)
- The Little Mademoiselle (1915)
- A Butterfly on the Wheel (1915)
- Over Night (1915)
- Merely Mary Ann (1916)
- A Modern Thelma (1916)
- The Stronger Love  (1916)
- Her Father's Son (1916)
- The Right Direction (1916)
- The Wax Model (1917)
- The Spirit of Romance (1917)
- The Girl at Home (1917)
- Giving Becky a Chance (1917)
- Forbidden Paths (1917)
- A Kiss for Susie]' (1917)
- Little Miss Optimist (1917)
- The Trouble Buster (1917)
- The Sunset Trail (1917)
- Molly Entangled (1917)
- The Fair Barbarian (1917)
- A Petticoat Pilot (1918)
- Unclaimed Goods (1918)
- Viviette (1918)
- Her Country First (1918)
- Sunshine Nan (1918)
- Mirandy Smiles (1918)
- Jane Goes A-Wooing (1919)
- You Never Saw Such a Girl (1919)
- Little Comrade (1919)
- The Home Town Girl (1919)
- An Innocent Adventuress (1919)
- Louisiana (1919)
- The Third Kiss (1919)
- His Official Fiancée (1919)
- Husbands and Wives (1920)
- The Song of the Soul (1920)
- Mother Eternal (1921)
- Pardon My French (1921)
- Soiled (1925)
- Folies Bergere de Paris (1934) (no acreditada)